# Panaxia flavoteberdina
Panaxia flavoteberdina là một loài bướm đêm thuộc phân họ Arctiinae, họ Erebidae.